# Rio di San Francesco della Vigna
Ne doit pas être confondu avec Rielo drio la Celestia (Venise).
Le rio di San Francesco della Vigna (vénitien de la V. ;canal de Saint-François de la Vigne) est un canal de Venise dans le sestiere de Castello. Il est également appelé rio de la Celestia dans sa partie est et rio del Fonte dans sa partie ouest.

## Toponymie
Ce rio est appelé d'après 

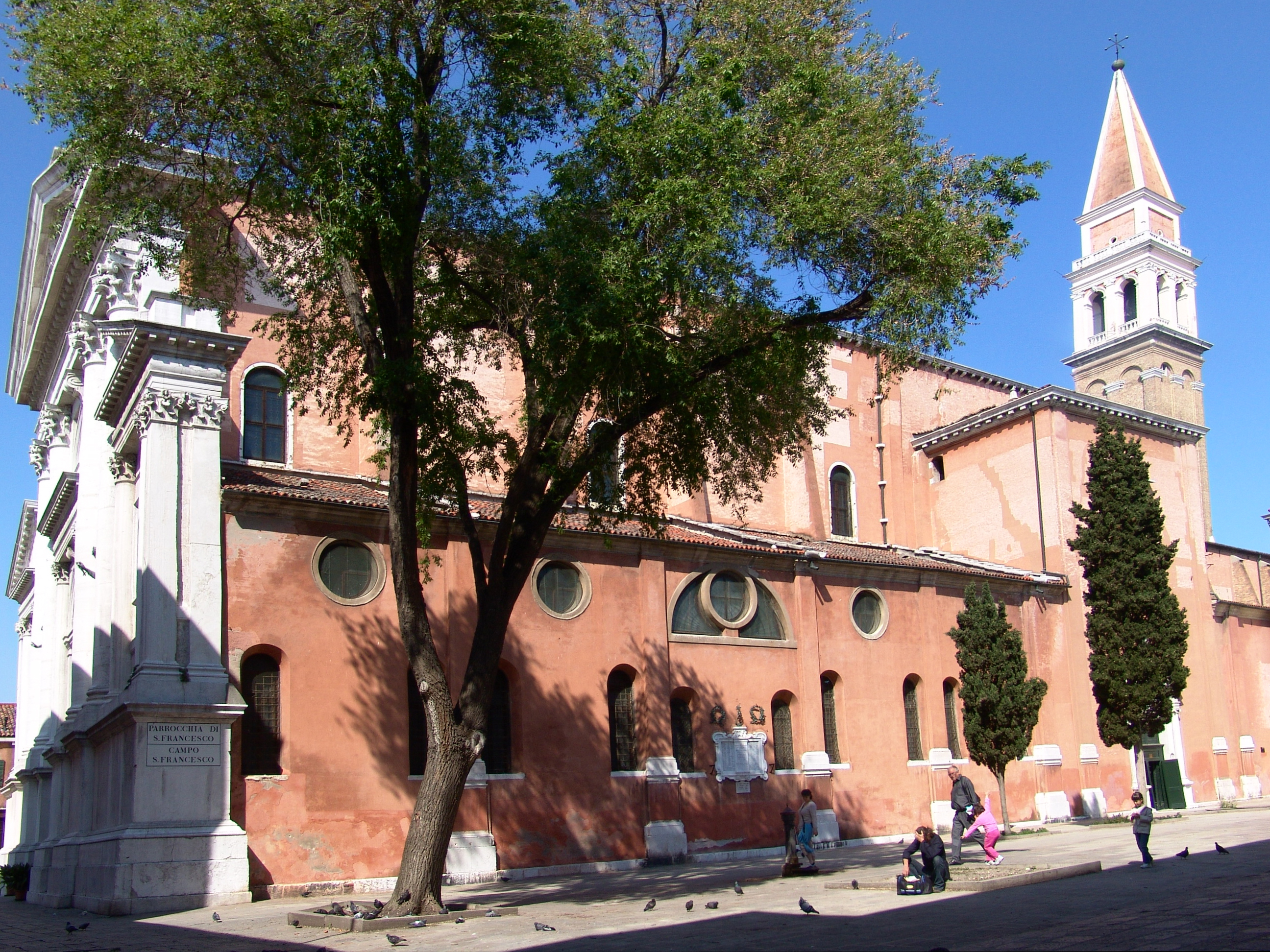
L'église éponyme du rio

- l'église San Francesco della Vigna toute proche ;
- l'ancienne église Santa Maria della Celestia (intégrée au complexe de l'Arsenal de Venise en 1806) ;
- le Fontego (fonte) del Te Deum.

## Description
Le rio de San Francesco de la Vigna a une longueur d'environ 350 mètres. Il prolonge le rio de San Giovanni Laterano a son croisement avec les rii rio de Sant'Antonin et de Santa Giustina vers l'est pour se muer en rio de le Gorne après un angle de 90° vers le sud.

## Lieux et monuments
Ce rio longe (d'est en ouest):
- sur son flanc nord:

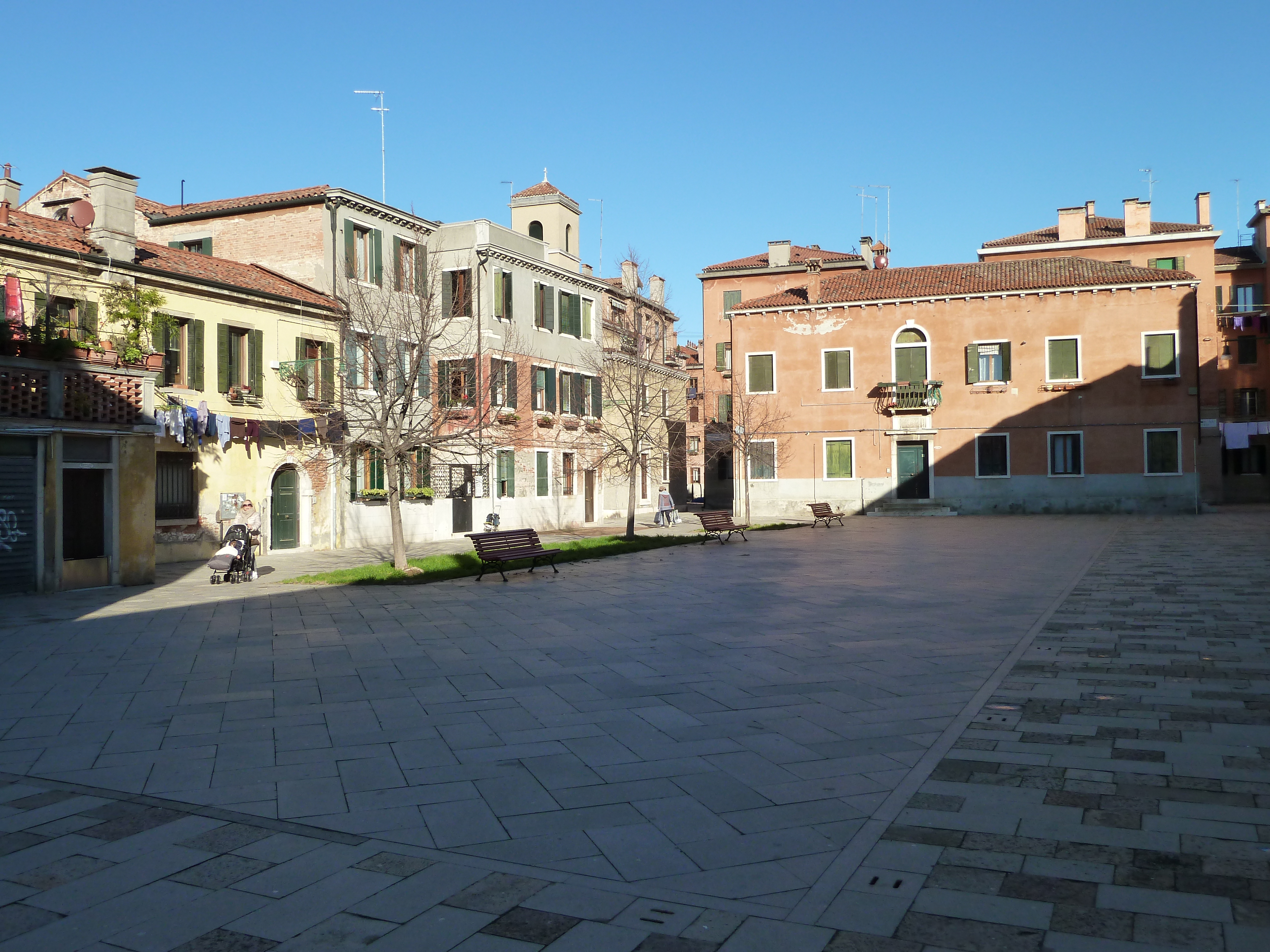
le campo della Celestia;
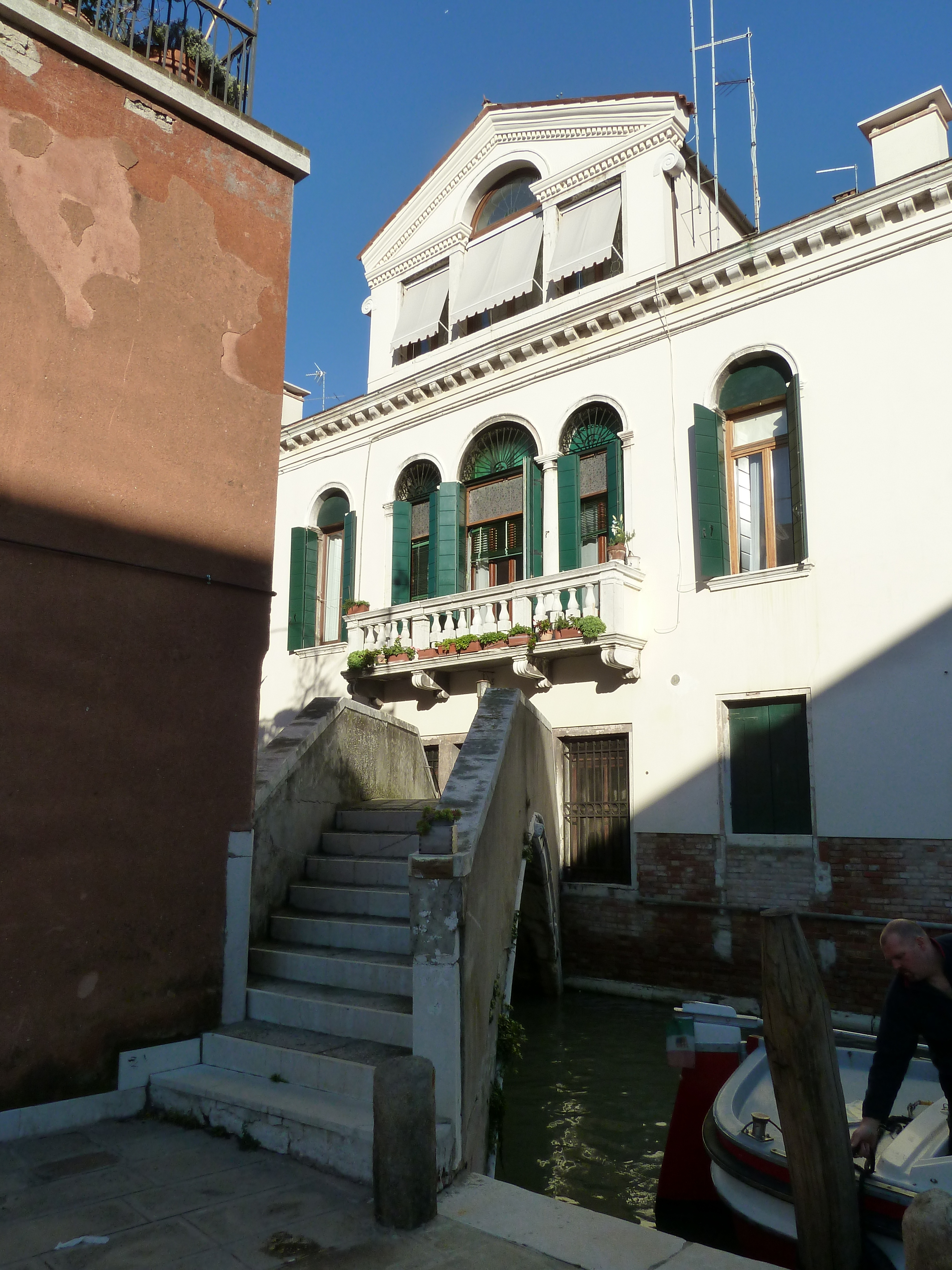
le Palais Sagredo a Santa Ternita
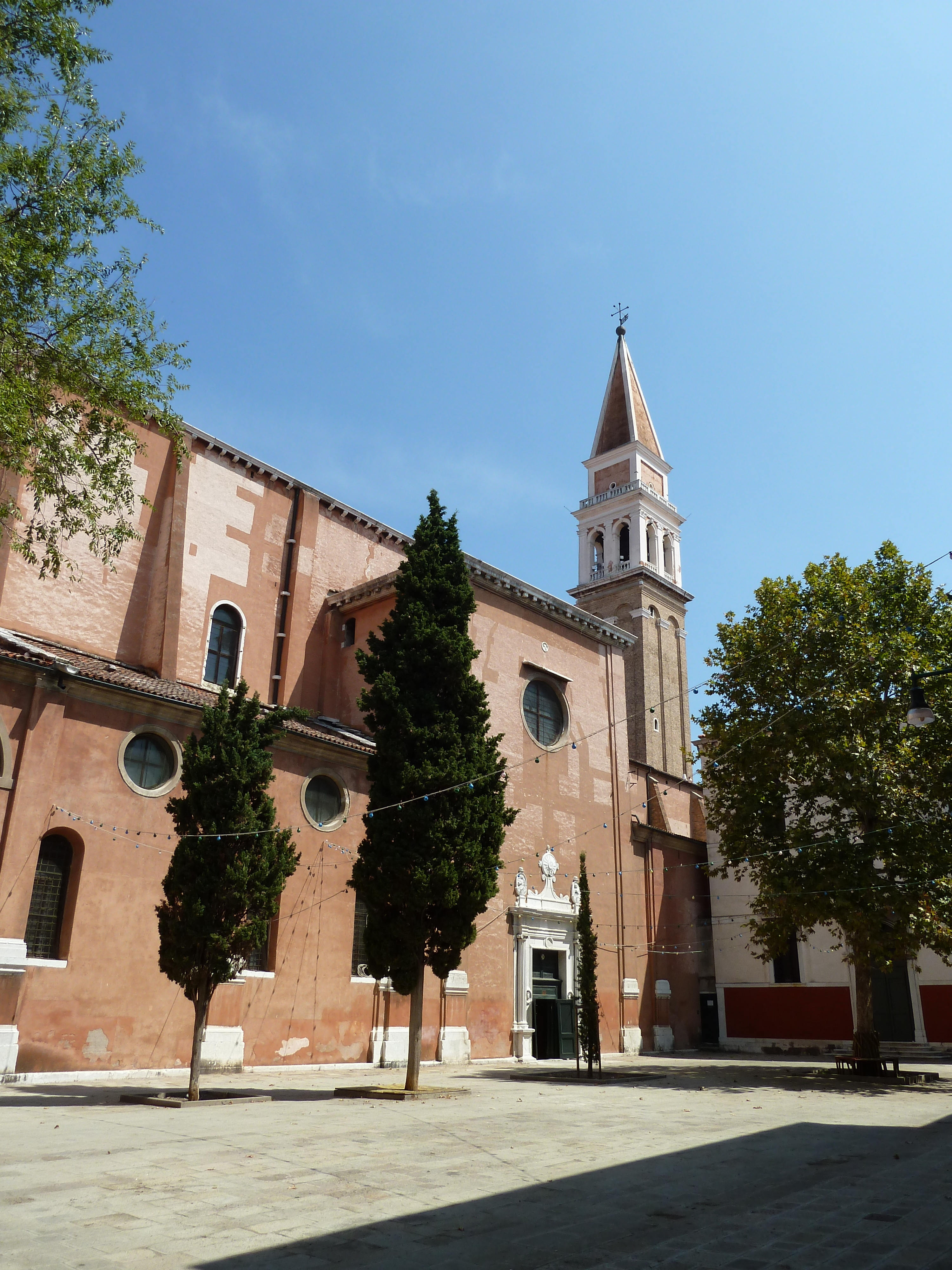
le campo della Confraternità et Église San Francesco della Vigna ;
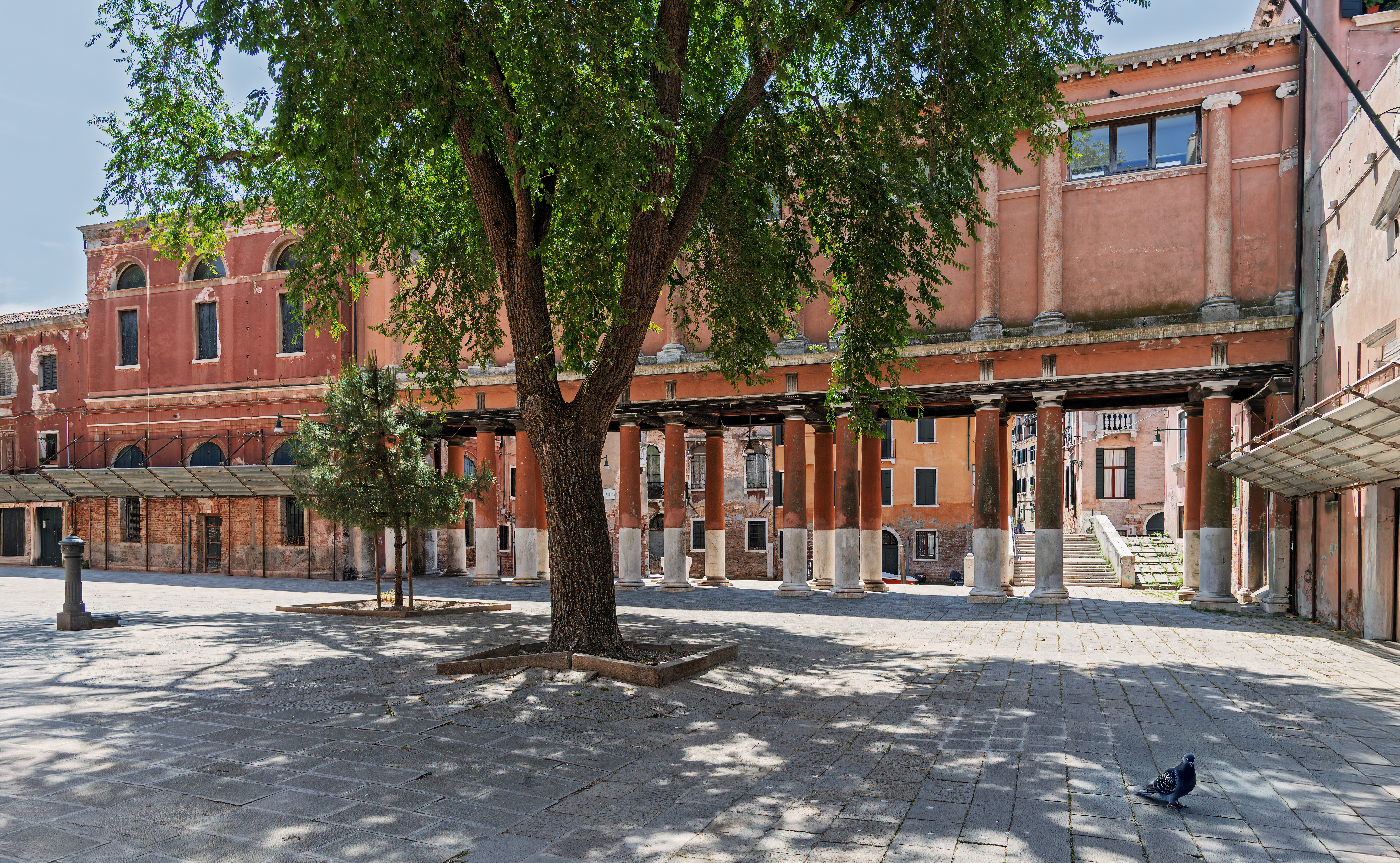
Colonnade du Campo San Francesco à Venise. Le viaduc soutenu par un portique, reliait le palais de la nonciature au couvent adjacent.
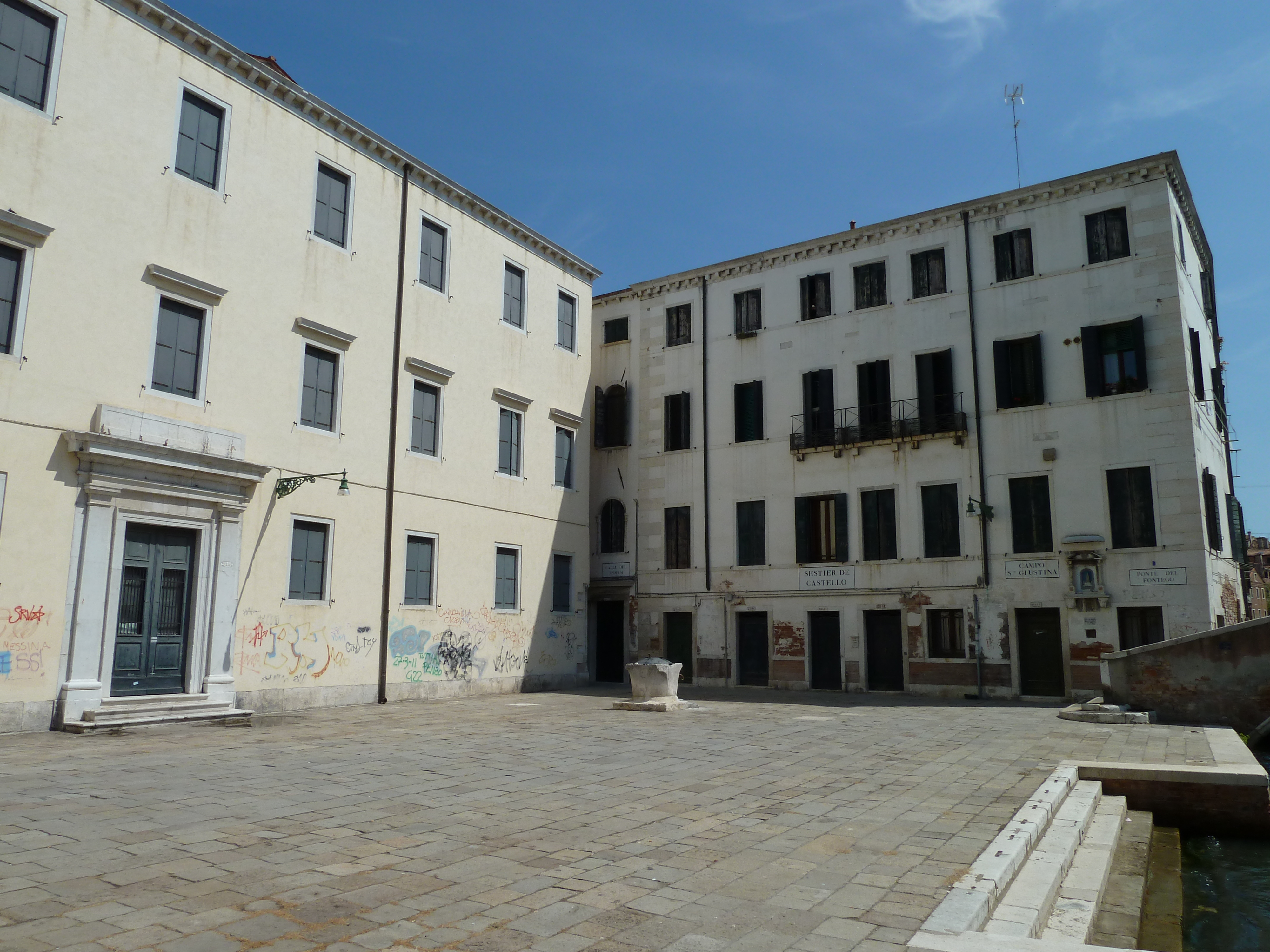
le campo et Église Santa Giustina ;

- sur son flanc sud:

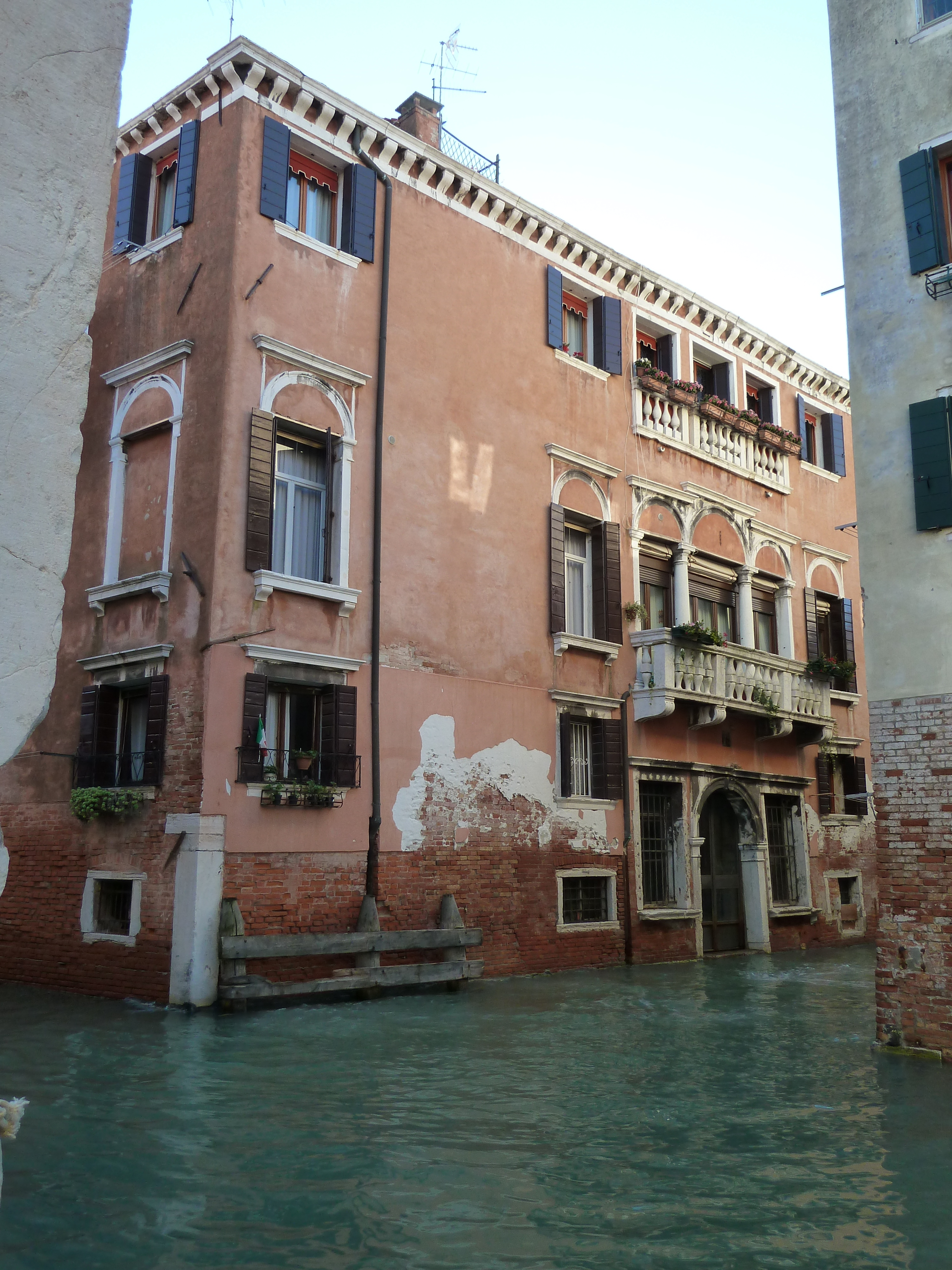
le palais Celsi
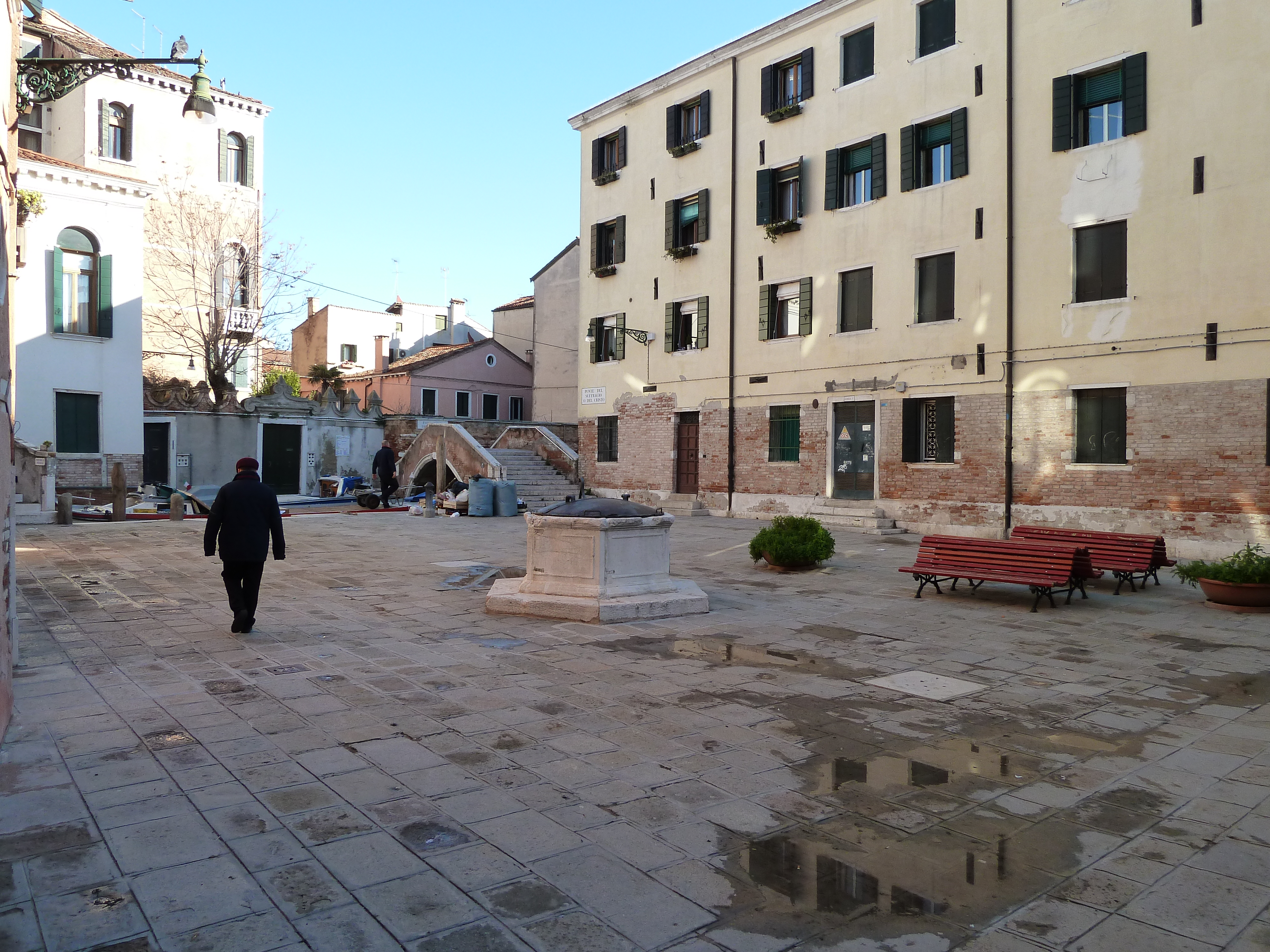
le campo S. Ternità
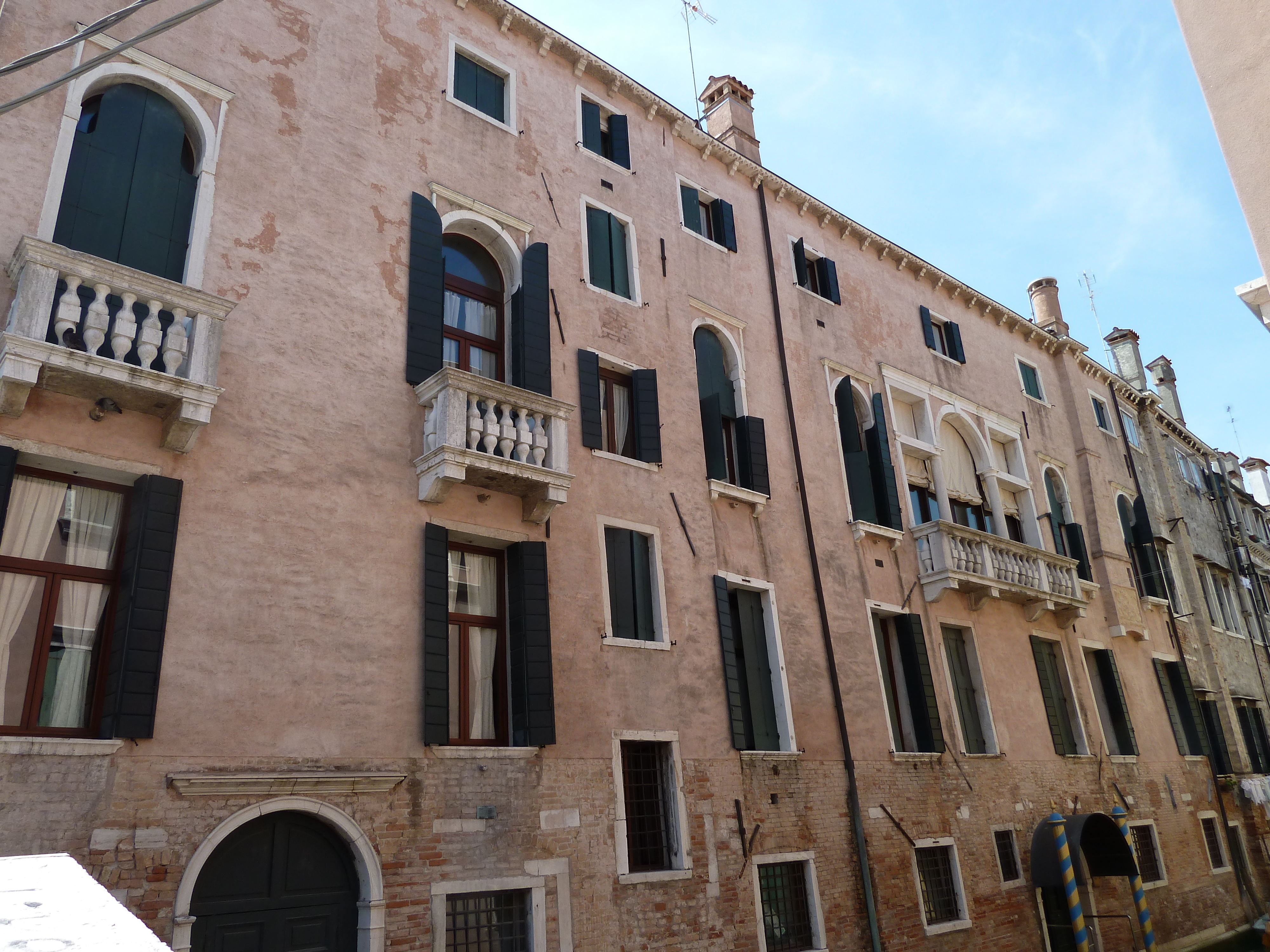
le palais Contarini dalla Porta di Ferro ;
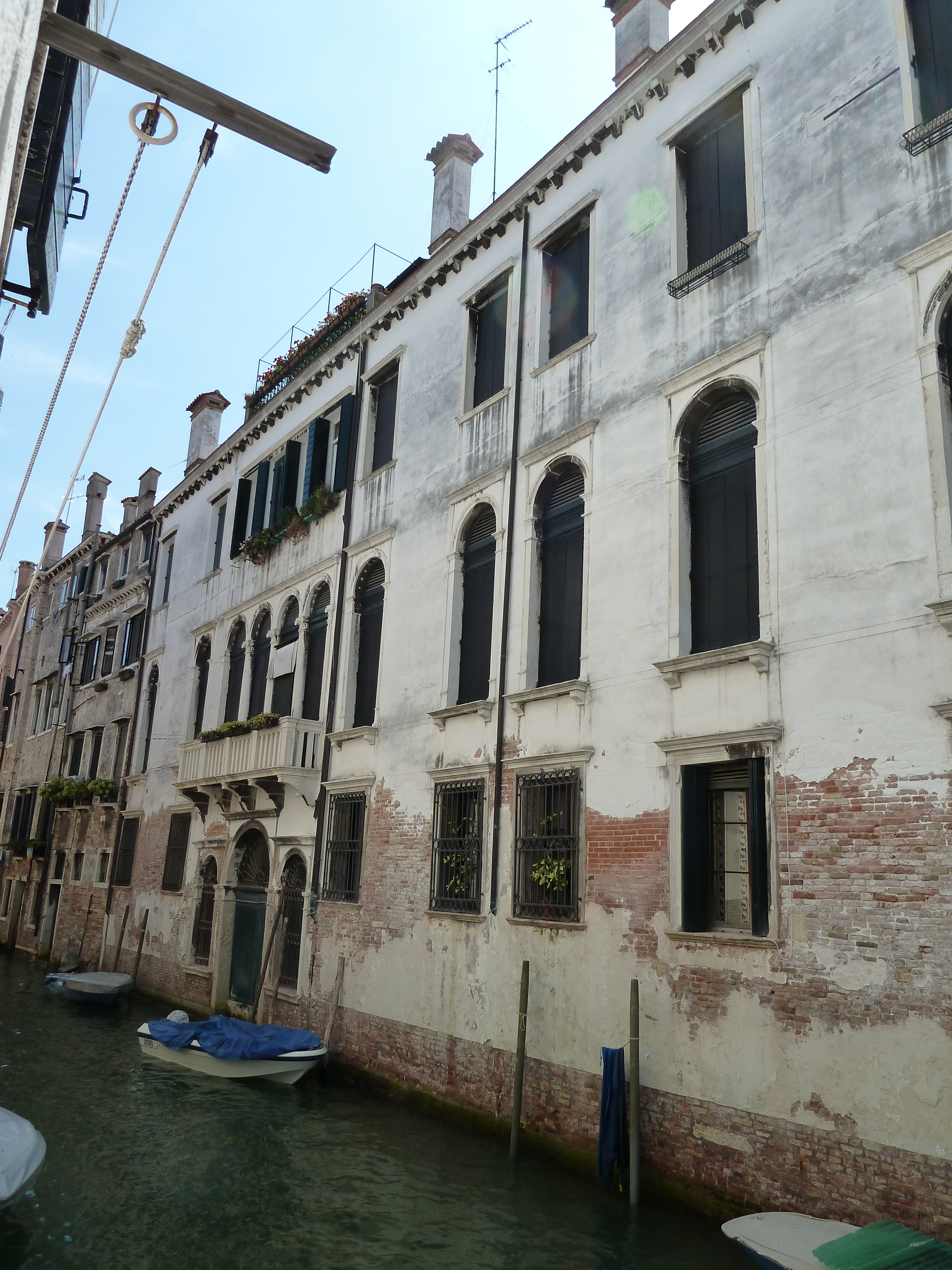
le palais Morosini dalla Sbarra ;
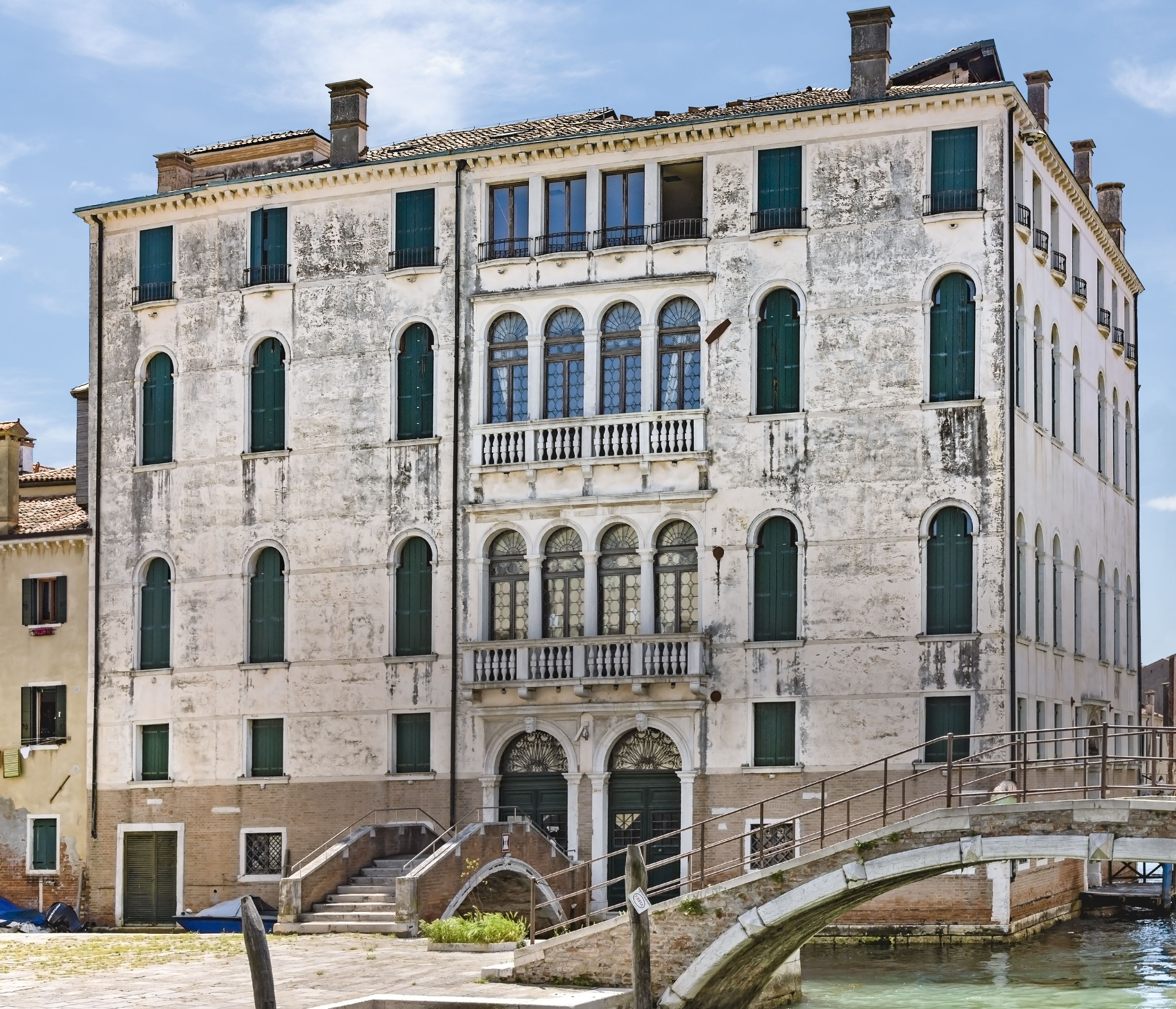
le palais Gradenigo a Santa Giustina.

### Ponts
Il est traversé par trois ponts :  

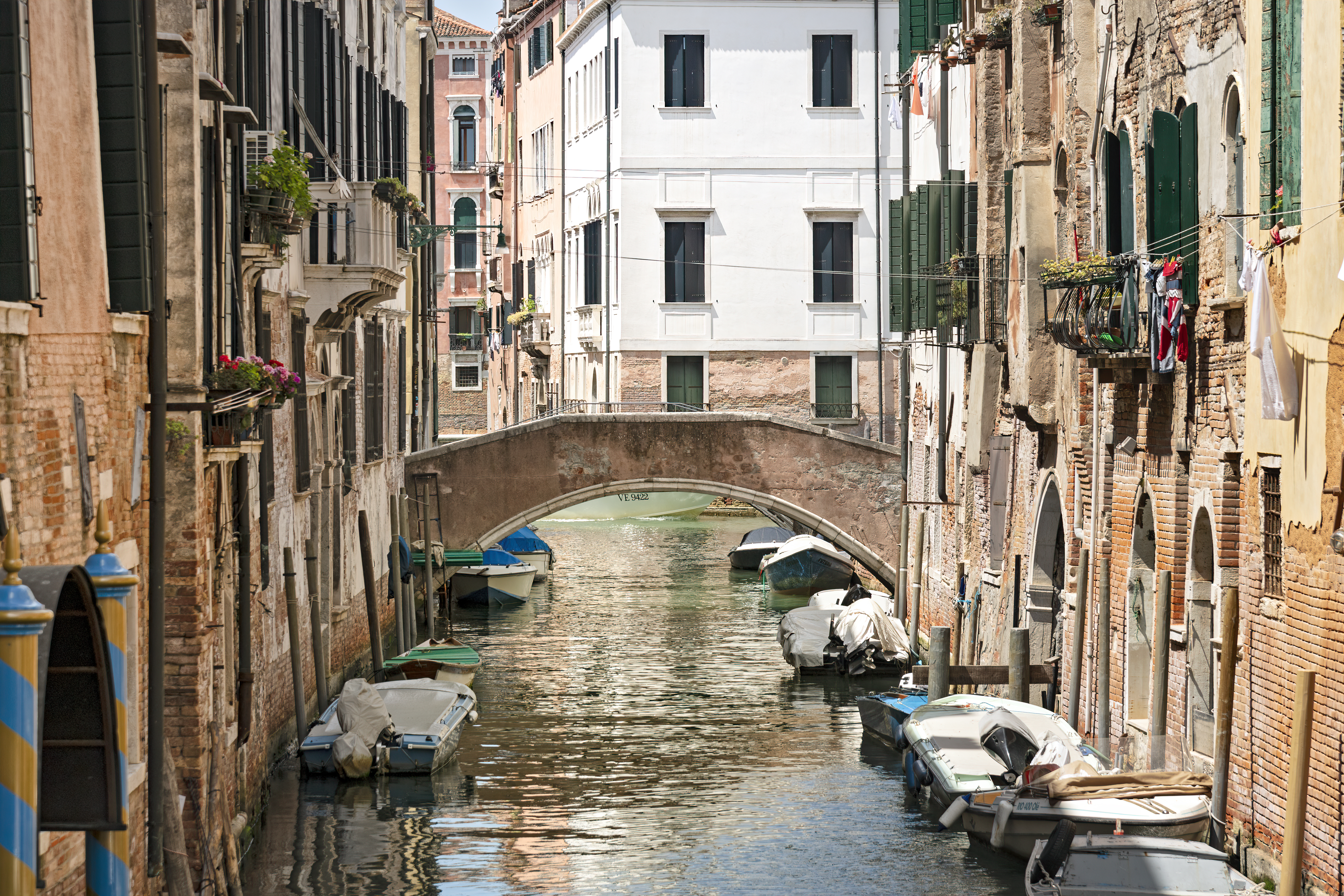
le Ponte del Fontego relie la calle éponyme et le Campo Santa Giustina
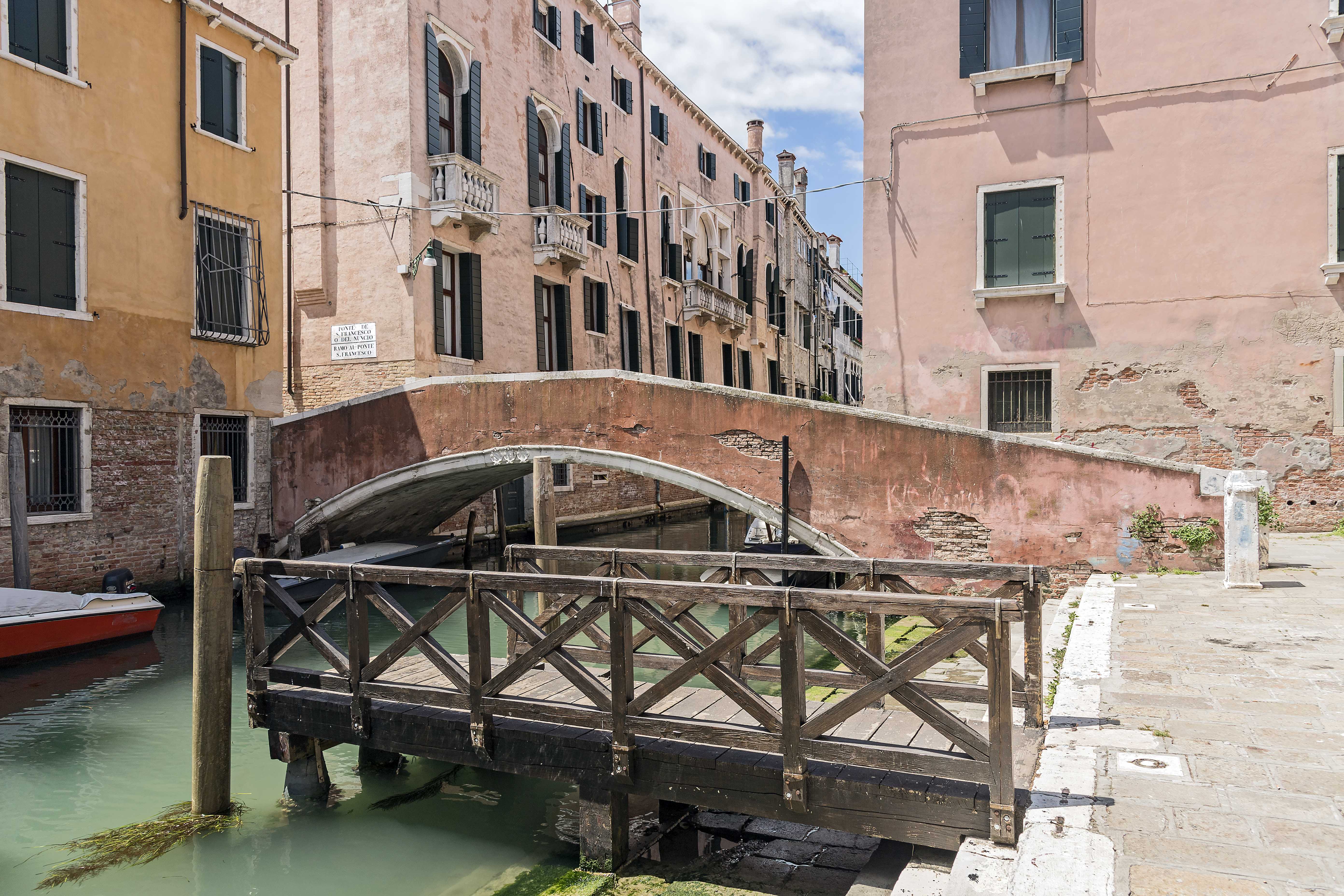
Ponte San Francesco o del Nuncio relie le Campo de la Chiesa et le Ramo al ponte S. Francesco
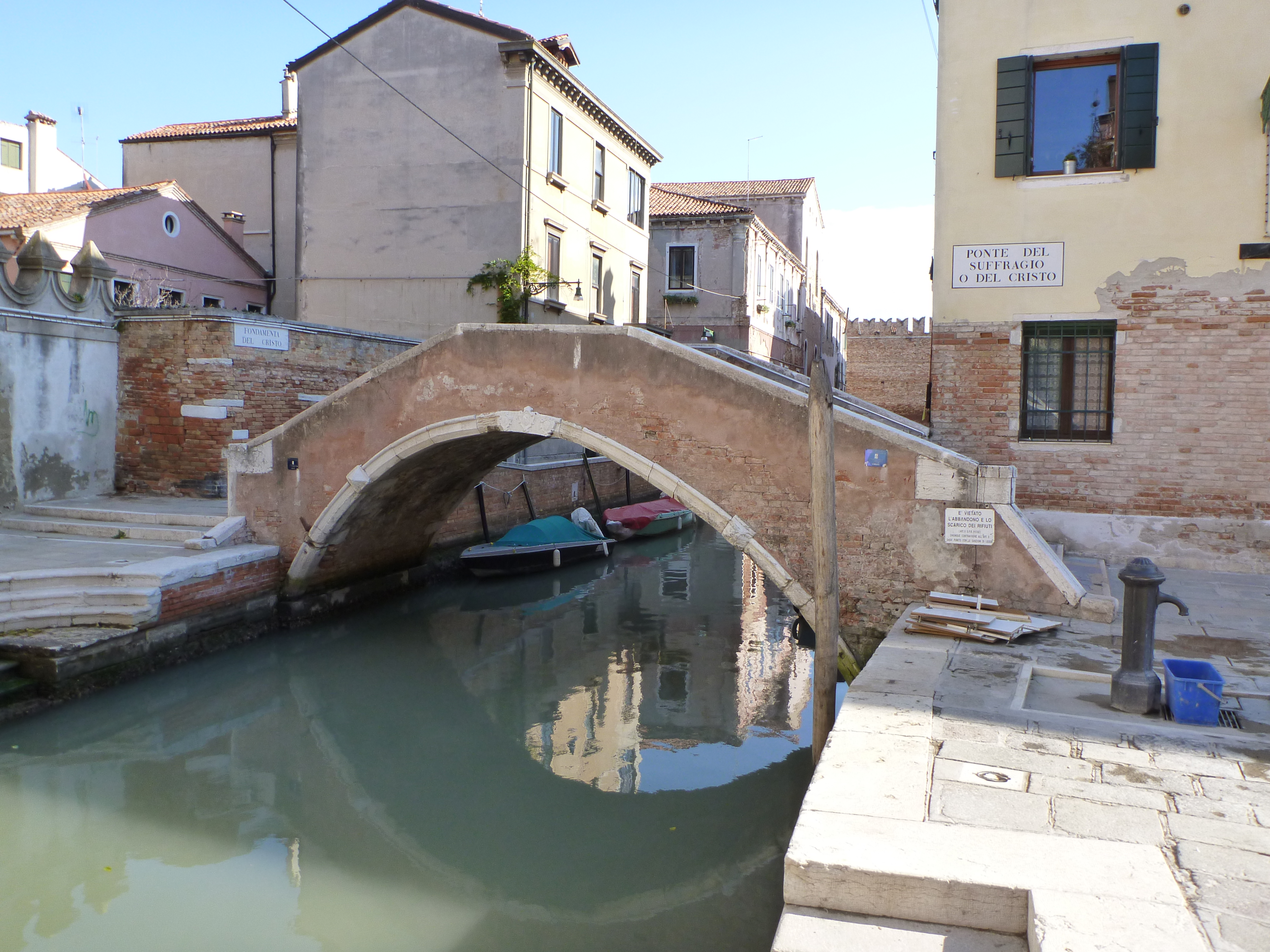
Ponte del Suffragio o del Cristo relie la Fondamenta del Cristo et le Campo Santa Ternita